# Schkopau
Schkopau är en kommun och ort i Saalekreis i Sachsen-Anhalt i Tyskland som ligger 11 kilometer söder om Halle an der Saale. Schkopau är mest känd för sin kemiska industri med Buna-Werke.

## Administrativ indelning
| Ort          | Invånare | Kommundel(ar)                                                 |
| ------------ | -------- | ------------------------------------------------------------- |
| Burgliebenau | 384      | Burgliebenau                                                  |
| Döllnitz     | 1 425    | Döllnitz                                                      |
| Ermlitz      | 1 592    | Ermlitz, Oberthau und Rübsen                                  |
| Hohenweiden  | 547      | Hohenweiden, Neukirchen, Rattmannsdorf, Rockendorf och Röpzig |
| Knapendorf   | 540      | Bündorf, Dörstewitz och Knapendorf                            |
| Korbetha     | 250      | Korbetha                                                      |
| Lochau       | 1 017    | Lochau och Wesenitz                                           |
| Luppenau     | 548      | Löpitz, Lössen och Tragarth                                   |
| Rassnitz     | 946      | Pritschöna, Rassnitz och Wessmar                              |
| Röglitz      | 333      | Röglitz                                                       |
| Schkopau     | 3 141    | Kollenbey, Schkopau                                           |
| Wallendorf   | 793      | Wallendorf och Wegwitz                                        |